# Община святой Евгении
Община святой Евгении — благотворительное общество в Российской империи, созданное Санкт-Петербургским Комитетом попечения о сестрах милосердия Красного креста и действовавшее с 1893 по 1918 года. Комитет попечения был создан ранее, в 1882 году для поддержания сестёр милосердия в рамках Российского Общества Красного Креста (РОКК) с подачи художника Гавриила Кондратенко и при поддержке мецената, коллекционера И. П. Балашова.
Община святой Евгении Красного Креста была создана в 1893 году Комитетом попечения о сестрах милосердия Красного Креста (1882) из молодых сестер, оказывавших медицинскую помощь. Была названа в честь святой Евгении — небесной покровительницы принцессы Евгении Максимилиановны Ольденбургской (1845—1925), внучки Николая I, главы Комитета попечения и попечительницы Общины. Председательницей комитета являлась Евдокия Федоровна Джунковская (1856—1935), фрейлина Высочайшего двора. Община входила в состав «Санкт-Петербургского попечительного комитета о сестрах Красного Креста» при Главном Управлении РОКК.

## Медицинская помощь
Община организовывала командировки сестер в детские летние колонии, в больницу для чернорабочих в Гагры, принимала благотворительную помощь от многих известных частных лиц: Ю. С. Нечаев-Мальцов, А. П. Шитова, Галуновы, Колачевские, И. П. Паскевич-Эриванская, М. А. Гинзбург, М. А. Мес.
В 1896—1898 по проекту архитектора Д. К. Пруссака в Санкт-Петербурге для общины был возведен комплекс зданий по адресу Старорусская улица, дом 3, включающий жилые помещения для сестер, домовую церковь, учебные классы для курсов, новое здание Убежища имени Александра III, амбулаторию с аптекой и больницу (двух терапевтических павильонов в память императора Александра III и одного хирургического в память великомученика Дмитрия Солунского и мученицы Софии).
В 1918 году община была ликвидирована, но ее больница продолжала функционировать. В октябре 1918 ей было присвоено имя Фридриха Адлера, а в апреле 1921 она была переименована в больницу имени Я. М. Свердлова. В настоящее время — Лечебно-диагностический, реабилитационный и научный центр для жителей блокадного Ленинграда СПб ГБУЗ «Госпиталь для ветеранов войн».

## Издательство
В поисках средств для больниц, содержания приюта для престарелых сестер, для подготовительных курсов медсестер Община святой Евгении организовала в 1896 году свое издательство «Издание Общины Святой Евгении». С 1896 года «Община святой Евгении» приступила к издательской деятельности, в том числе и к выпуску «открытых писем» — иллюстрированных открыток, среди которых большое место занимали репродукции произведений изобразительного искусства, и, в первую очередь, русского. Это начинание не только оказалось наиболее успешным способом получения благотворительных средств, но стало заметным явлением в культурной жизни России конца XIX — начала XX веков. Бессменным руководителем издательства был Иван М. Степанов, написавший воспоминания в 1926 году (изданы в 1928).
Первая продукция — благотворительные конверты, приуроченные к Пасхе 1896 года, — имели скромное оформление: знак Красного Креста и надпись «Для поздравительных карточек. В пользу Общины Св. Евгении». Через год к оформлению открыток подключились художники Е. П. Самокиш-Судковская, В. В. Суслов, Н. В. Султанов, В. П. Шнайдер. Возглавила издательство выпускница художественной школы при Обществе Поощрения Художеств Варвара Петровна Шнейдер, образовав вокруг себя кружок из художников и писателей, принимавших активное участие в разработке художественной программы изданий Общины.
Издательство было благотворительным — деньги от продажи шли на нужды Красного Креста. Издательство сотрудничало с художниками «Мира искусства» и журнала «Художественные сокровища России».
Община была единственным русским издательством, распространявшим свою продукцию за границей: в Копенгагене, Стокгольме, Дрездене и Париже.
Своей основной задачей издательство считало популяризацию произведений искусства путём репродуцирования экспонатов крупнейших собраний страны: Эрмитажа, Русского музея, Третьяковской галереи, Румянцевского музея.

### Открытки
Издательство общины одним из первых в России обратилось к выпуску открыток, репродукций, эстампов и плакатов.
Издание художественных открытых писем по акварелям известных русских художников началось весной 1897 года, когда делопроизводитель Общины Иван Михайлович Степанов заказал художнику Николаю Каразину четыре рисунка, которые были отпечатаны к Пасхе 1898 года и было приурочено к 20-летию окончания русско-турецкой войны.
Успех издания решили развить — для второго благотворительного выпуска (10 открыток) были получены акварели от многих известных российских художников (И. Е. Репина, К. Е. Маковского, Е. М. Бём и других). Исполнили их в столичном Картографическом заведении А. Ильина на отличном уровне и в декабре 1898 года они поступили в продажу тиражом 10000 штук каждая. Вскоре пришлось повторить издание комплекта из-за большого спроса. В 1902 году в столице открылся фирменный магазин в доме Общества поощрения художеств на Морской улице.
В 1903 году к 200-летию Санкт-Петербурга издательство впервые предоставило на суд зрителя петербургские пейзажи мастеров объединения «Мир искусства». Многие «мирискусники» и близкие этому объединению лица вошли в состав Комиссии художественных изданий при Общине (А. Н. Бенуа, С. П. Яремич, В. Я. Курбатов, Н. К. Рерих), определяя в последующие годы художественную политику издательства. Благодаря высоким покровителям c 1903 года «Община» получила разрешение продавать свои открытки в киосках Красного Креста на железнодорожных вокзалах и пристанях по всей стране.
Выпускались открытки с воспроизведением архитектурных и художественных памятников России, документальные открытки с видами городов и местностей. Всего на открытках издательства было изображено около 3000 достопримечательностей в 200 географических точках планеты. Печатались открытки с портретами художников, композиторов, писателей, артистов. 
Значительное место среди открыток занимают портреты членов императорской фамилии: община обладала исключительным правом их воспроизведения. 
Находили отражения и события политической жизни: открытие Государственной думы, Русско-японская война 1904—1905 гг. (например, работы С. Д. Всеволожского посвященные военным кораблям «Аврора», «Олег», «Жемчуг», «Бородино» и др.), Первая мировая война. В 1914 году, в первые же месяцы боевых действий была выпущена серия фронтовых зарисовок М. В. Добужинского: «Сестра милосердия», «Сестра в санитарном поезде», «Польша. Разрушенный костёл», созданные в Лукове. В 1915 году были изданы акварели Н. С. Самокиша с изображением русских солдат в бою, был репродуцирован рисунок художника Э. Соколовского «Разведчик». В 1914—1916 годы выпущена оригинальная серия рисунков-силуэтов художника Митрофана Лисовского, среди которых «Разъезд» и «Русская конная артиллерия на позиции». Для ознакомления общества с географией военных действий издательство выпустило ряд открыток — географических карт: русско-турецкого, балканского, франко-англо-германского театра военных действий. Выпускались фотопортреты военачальников русской армии, неоднократно издавались портреты Верховного главнокомандующего великого князя Николая Николаевича. Широкое распространение получила открытка с изображением императрицы Александры Фёдоровны и великих княжён Ольги и Татьяны в одежде сестёр милосердия, а также княгинь Ольги Александровны и Марии Павловны, являвшихся сёстрами Общины Святой Евгении.
Обеспокоенность за судьбу культурных ценностей, находившихся в районе боевых действий, привела к изданию открыток с видами архитектурных памятников Европы: серия акварелей Г. К. Лукомского, выполненных в Кракове и Львове в 1914 году, фотооткрытки с изображениями Реймсского собора, собора в Лаоне, средневековых памятников в Кракове, видами Брюсселя.
За 20 лет существования издательства общиной было выпущено 6410 открыток тиражом от тысячи до десяти тысяч штук общим количеством около 30 млн штук. Печатная продукция «Общины» удостаивалась многих наград на международных выставках, например, на Всемирной выставке в Париже (1900), выставке в Сент-Луисе, США (1904), в Санкт-Петербурге (Всероссийская кустарная выставка (1907—1908), Международная строительная выставка (1908)).
.

### Книжные издания
С 1899 года издательство пыталось выпускать книги.
Были выпущены «Путеводитель по картинной галерее Эрмитажа» А.Н. Бенуа (1911), «Художественные произведения Эрмитажа» (1916), карманные путеводители по России. 
В 1915 году Община начала работу над серией иллюстрированных монографий, посвященных современным русским художникам. Первые две, посвященные творчеству Н. К. Рериха и К. А. Сомова, вышли в 1918 году.
В марте 1920 года издательство было национализировано и преобразовано в Комитет Популяризации Художественных Изданий (КПХИ) при Государственной Академии истории материальной культуры и в таком виде просуществовало до 1930 года. В 1921 году был выпущен набор из 4 открыток, однако следующий набор (с видами Ленинграда) вышел только в 1926 году. На 1926 год в Комитет входили многие известные в издательском деле личности — А. Н. Бенуа, А. А. Ильин, Ф. Ф. Нотгафт, И. М. Степанов (председатель), Н. Н. Чернягин (заведующий издательством).

### Избранные издания общины
- Павловск. Художественно-исторический очерк и путеводитель. Санкт-Петербург: Община св. Евгении, 1911.
- Путеводитель по картинной галерее Императорского Эрмитажа / Александр Бенуа. — Санкт-Петербург: Община Св. Евгении, [1911]. — 135 с.[16]
- Русская Армия в 1812 году / Рис. исполн. Н. В. Зарецкий; [Вступ. ст. Г. Габаев]. — СПб.: Община Св. Евгении, 1912.
- 1812 год в баснях Крылова / Силуэты Егора Нарбут; [Вступ. ст. и примеч. Н. О. Лернера]. — Санкт-Петербург: Община св. Евгении, [1912].
- Петербург: художественно-исторический очерк и обзор художественного богатства столицы: с 315 иллюстрациями / составил В. Курбатов; книжные украшения А. П. Остроумовой-Лебедевой. — [Санкт-Петербург]: Община Св. Евгении, 1913.
- Кострома. Исторический очерк В. Лукомского и описание памятников художественной старины Г. Лукомского. — Санкт-Петербург: Община Св. Евгении, 1913.
- Каталогъ выставки авторскихъ оттисковъ гравюръ и монотипий Е. С. Кругликовой при складе изданий Общины Св. Евгении [Текст]: С 20 ноября по 10 декабря 1913 г. — Санкт-Петербург: В пользу Общины Св. Евгении, 1913.
- Выставка «Искусство союзных народов», устроенная Общиной Св. Евгении в пользу раненых и больных воинов в залах Императорскаго О-ва поощрения художеств [Текст]: (I-я группа): Англия, Бельгия, Франция и Польша: [каталог]. — 2-е изд. — Петроград: [б. и.], 1914 (Петроград: Тип. М. Пивоварскаго и Ц. Типографа). — 61 с.
- Первая помощь в несчастных случаях до прибытия врача / Сост. д-р мед. И.[Н.]В. Шварц; Рис. работы Н. В. Зарецкого; [Предисл.: К. А. Вальтер]. — Петроград: Община св. Евгении, 1915.
- Открытые письма и другие художественные издания Общины Святой Евгении Красного Креста. Каталог. Петроград: Издание Общины Святой Евгении, 1915.
- Художественные сокровища Императорского Эрмитажа : Крат. путеводитель / Николай Макаренко. — Петроград: Община Св. Евгении, ценз. 1916.
- Собрание картин В. А. Щавинского. — Петроград: [Община Св. Евгении], 1917.
- А. С. Пушкин. Моцарт и Сальери. Петроград: Издание Общины Св.Евгении, 1918.
- Н. К. Рерихъ / Сергей Эрнст; [Обл. по рис. С. В. Чехонина ; Кн. украшения Н. К. Рериха]. — Петроград: Община Св. Евгении, 1918.
- К. А. Сомов / Сергей Эрнст; обл. по рис. С. В. Чехонина; кн. украшения К. А. Сомова. — Петроград: Община Св. Евгении, 1918.